# West Clare Railway

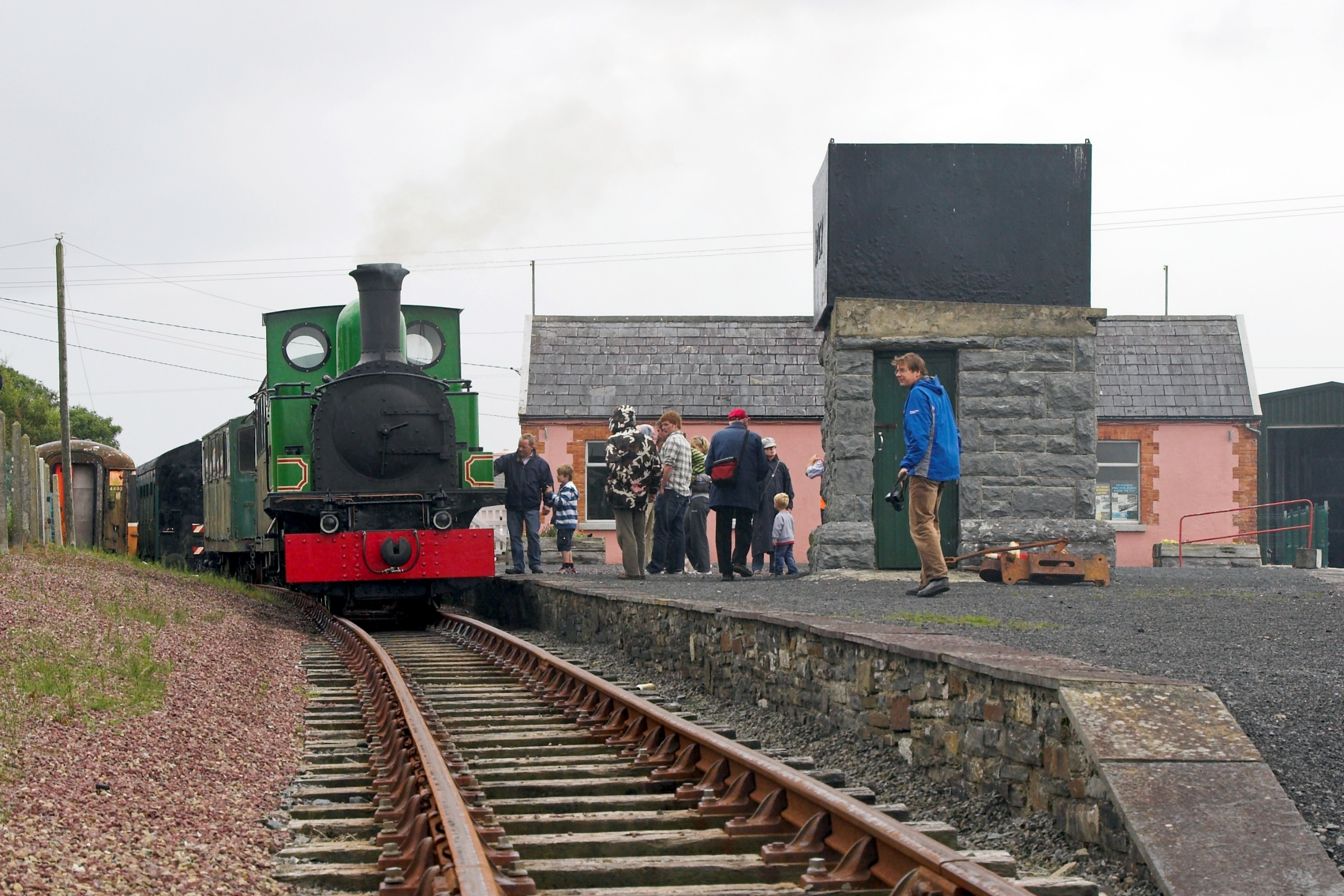
Het Moyasta Junction station

De West Clare Railway is een voormalige spoorlijn in County Clare, Ierland. Zij functioneerde van 1887 tot 1961. De smalspoorlijn (914 mm of 3 voet) liep van Ennis via talloze haltes naar de eindstations in Kilkee en Kilrush. Plaatsen die aangedaan werden waren onder meer Inagh, Ennistymon, Lahinch, Milltown Malbay en Moyasta Junction (waar de lijnen uit elkaar gingen naar de eindstations). De West Clare Railway was bij haar sluiting de laatste functionerende smalspoorlijn in Ierland.

## Bouw
De West Clare Railway bestond in het begin uit twee verschillende lijnen. De eerste lijn van het stuk Ennis-Ennistymon-Milltown Malbay, welke werd geëxploiteerd door de West Clare Railway. De tweede lijn bestond uit de lijn Milltown Malbay-Kilrush met een aftakking naar Kilkee. Deze lijn werd geëxploiteerd door de South Clare Railway. In de praktijk exploiteerde de West Clare Railway de gehele lijn waardoor uiteindelijke de hele lijn die naam droeg.

### West Clare Railway
Op 26 januari 1885 verrichtte Charles Stewart Parnell, M.P., de officiële eerste handeling van de bouw van de nieuwe lijn. De werkelijk bouw van de ruim 43 kilometer lange lijn was echter al in november 1884 begonnen. Op 2 juli 1887 reden de eerste treinen.

### South Clare Railway
De verlenging van de lijn van Milltown Malbay naar Kilrush en de haven van Kilrush begon in oktober 1890. Op 11 mei 1890 reden hier de eerste treinen.

## Nationalisatie
In 1945 werd de spoorlijn overgenomen door Córas Iompair Éireann (CIÉ). Reeds in datzelfde jaar vond een onderzoek plaats naar de mogelijke vervanging van de treindienst door wegtransport. Dat werd afgewezen. De inwoners van West-Clare maakten zich wel hard voor de vervanging van het smalspoor door het in Ierland gebruikelijke spoort van 1600 mm maar dit werd door CIÉ afgewezen vanwege de hoge kosten.

## Van stoom naar diesel
In de vroege jaren vijftig was de West Clare Railway een pionier op het gebied van dieseltractie. De passagiersdiensten werden grotendeels uitgevoerd door vier meerdelige dieseltreinstellen, gebouwd door Walker Brothers in Wigan, Groot-Brittannië. Deze treinstellen werden later gevolgd door drie diesellocomotieven van dezelfde leverancier voor het vrachtvervoer. Het gebruik van de dieseltreinen verlaagde de operationele kosten aanzienlijk maar de investering in nieuw materieel was grotendeels verspilling door de vlotte sluiting van de lijn.
Ondanks de invoering van dieseltreinen voor de passagiersdiensten in 1952 en diesellocomotieven voor de goederentreinen werd de lijn toch gesloten. Op 27 september 1960 kondigde de CIÉ aan de lijn per 1 februari 1961 te sluiten. Volgens de CIÉ maakte de West Clare Railway jaarlijks een verlies van £23.000 (equivalent met €1,2 miljoen voor het prijspeil van 2006), ondanks de vele reizigers. Uiteindelijk reden de laatste treinen op 31 januari 1961 en de dag daarna begon de ontmanteling van de lijn. Sommige bruggen werden verkocht naar het buitenland en de rails werden hergebruikt. Heden ten dage zijn er nog steeds vele hooischuren in County Clare die geschraagd worden door voormalige spoorrails.
Ten tijde van de sluiting was de West Clare Railway de laatste functionerende passagiersdienst in Ierland die reed op smalspoor. Alleen Bord na Móna gebruikt nu nog smalspoorlijnen, ten bate van de turfindustrie.

## Moyasta Junction

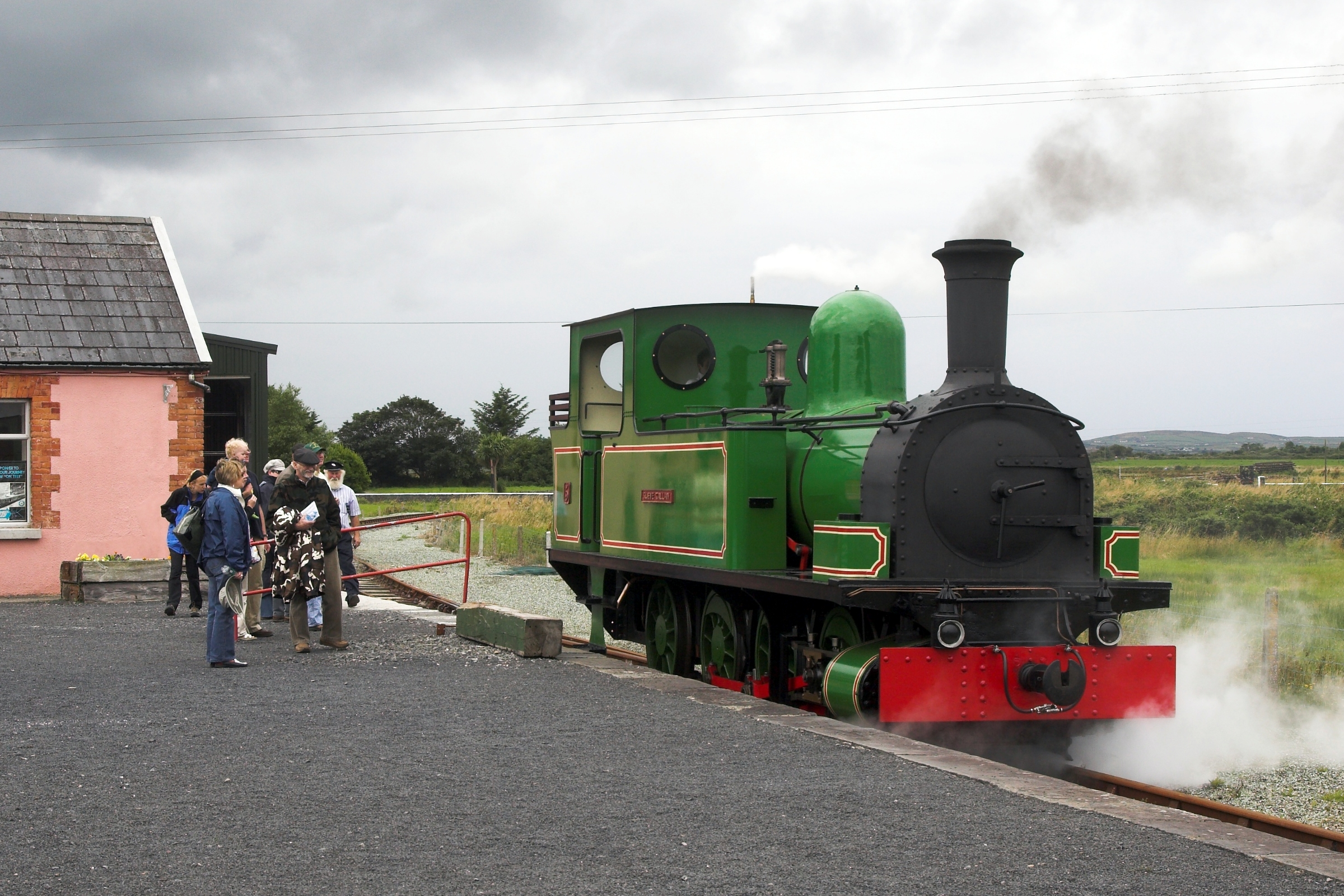
De Slieve Callan een paar weken na zijn terugkomst op de West Clare Railway

Ondanks de sluiting is de West Clare Railway niet geheel verloren gegaan. Een organisatie die ijvert voor het behoud van de lijn is erin geslaagd het voormalige station Moyasta Junction en ongeveer 5 kilometer van de spoorbedding te kopen.
In 2008 werd een voormalige diesellocomotief aangekocht van de Iarnród Éireann teneinde deze tentoon te kunnen stellen. Rijden kan de trein niet, aangezien het om een locomotief op standaardbreedte gaat van het type "CIE 001 Class".
Op 5 juli 2009 keerde na een langdurige restauratie in Engeland de plaatselijk zeer bekende locomotief "No. 5 Slieve Callan" terug op haar post. Op 14 juli was zij onder stoom en reed haar eerste meters op de West Clare Railway na een afwezigheid van 57 jaar.